# 1810년 부령 지진
1810년 부령 지진은 1810년 2월 19일에  함경북도 부령군에서 발생한 지진이다. 한반도에서 발생한 역사지진 중 마지막 대지진 기록이다.이 지진으로 산사태가 발생해 사람이 깔려 죽고, 가옥과 성벽이 무너지는 큰 피해를 입었다.

## 같이 보기
- 한반도의 지진